# Совет департамента Иль и Вилен
Совет департамента Иль и Вилен (до марта 2015 года — Генеральный совет департамента Иль и Вилен) — верховный орган управления департамента Иль и Вилен. После реформы 2015 года избирается на 6 лет и состоит из 54 советников, избираемых по мажоритарной системе в 27 кантонах (от каждого кантона по два советника, обязательно один мужчина и одна женщина).

## Состав Совета департамента (2021—2028)
|                         | Партия                          | Кол-во мест             | +/- (к 2011 г.)         |
| Большинство: (32 места) | Большинство: (32 места)         | Большинство: (32 места) | Большинство: (32 места) |
| ----------------------- | ------------------------------- | ----------------------- | ----------------------- |
|                         | Социалистическая партия         | 12                      | -11                     |
|                         | Европа Экология Зелёные         | 9                       | +9                      |
|                         | Разные левые                    | 7                       | +2                      |
|                         | Радикальная левая партия        | 1                       | -2                      |
|                         | Коммунистическая партия         | 1                       | +1                      |
|                         | Демократический бретонский союз | 1                       | +1                      |
|                         | Радикальное движение            | 1                       | +1                      |
| Оппозиция (22 места):   |                                 |                         |                         |
|                         | Разные правые                   | 14                      | +6                      |
|                         | Республиканцы                   | 3                       | -5                      |
|                         | Союз демократов и независимых   | 2                       | -3                      |
|                         | Демократическое движение        | 1                       | 0                       |
|                         | Действовать (Agir)              | 1                       | +1                      |
|                         | Вперёд, Республика!             | 1                       | +1                      |

## Исполнительный комитет Совета департамента
- Президент — Шеню, Жан-Люк (Социалистическая партия, кантон Ле-Рё)
- 1-й вице-президент (защита детей) — Анн-Франсуаза Куртей  (Разные левые, кантон Монфор-сюр-Мё)
- 2-й вице-президент (контракты департамента и территориальная солидарность) — Николя Перрен  (Зелёные, кантон Ренн-3)
- 3-й вице-президент (финансы и транспорт) — Кристоф Мартен (Радикальная левая партия, кантон Монфор-сюр-Мё)
- 4-й вице-президент (вопросы пенсионеров и инвалидов) — Армель Бийяр (Социалистическая партия, кантон Ле-Рё)
- 5-й вице-президент (среда обитания и цифровые технологии) — Людовик Куломбель (Социалистическая партия, кантон Мелес)
- 6-й вице-президент (интеграция, борьба с нищетой) — Каролин Роже-Муаньё (Зелёные, кантон Ренн-5)
- 7-й вице-президент (человеческие ресурсы м социальный диалог) — Лоранс Ру (Разные левые, кантон Бен-де-Бретань)
- 8-й вице-президент (Социальная экономика, экологический переход, высшее образование) — Эманюэль Руссе (Социалистическая партия, кантон Ренн-1)
- 9-й вице-президент (мобильность и инфраструктура) — Стефан Ланфан (Социалистическая партия, кантон Шатожирон)
- 10-й вице-президент (образование) — Жанна Ларю (Зелёные, кантон Ренн-3)
- 11-й вице-президент (биологическое разнообразие, вода) — Иан Сулабай (Зелёные, кантон Ренн-3)
- 12-й вице-президент (проблемы молодежи) — Гаэль Метри  (Разные левые, кантон Мелес)
- 13-й вице-президент (культура, защита бретонского языка) — Денес Маршан (Демократический бретонский союз, кантон Ренн-2)
- 14-й вице-президент (гражданская ответственность и демократия) — Сесиль Бутон (Коммунистическая партия, кантон Брюз)
- 15-й вице-президент (спорт) — Роже Моразен  (Социалистическая партия, кантон Гишен)

## Члены Совета департамента Иль и Вилен (2021-2028)
| Кантон              |  | Советник               | Партия                          |
| ------------------- |  | ---------------------- | ------------------------------- |
| Бен-де-Бретань      |  | Фредерик Мартен        | Разные левые                    |
| Бен-де-Бретань      |  | Лоранс Ру              | Разные левые                    |
| Беттон              |  | Пьер Брето             | Демократическое движение        |
| Беттон              |  | Жанна Фере             | Вперёд, Республика!             |
| Брюз                |  | Сесиль Бутон           | Коммунистическая партия         |
| Брюз                |  | Себастьен Гере         | Разные левые                    |
| Валь-Куэнон         |  | Эмар де Гувьон Сен-Кир | Agir                            |
| Валь-Куэнон         |  | Алина Гиблен           | Разные правые                   |
| Витре               |  | Элизабет Брён          | Республиканцы                   |
| Витре               |  | Поль Лапоз             | Союз демократов и независимых   |
| Гишен               |  | Роже Моразен           | Социалистическая партия         |
| Гишен               |  | Мишель Мотель          | Разные левые                    |
| Доль-де-Бретань     |  | Жан-Люк Буржо          | Разные правые                   |
| Доль-де-Бретань     |  | Аньес Тутан            | Разные правые                   |
| Жанзе               |  | Лоранс Мерсье          | Разные правые                   |
| Жанзе               |  | Жонатан Уйо            | Республиканцы                   |
| Комбур              |  | Беатрис Дюгеперу-Оноре | Радикальное движение            |
| Комбур              |  | Бенуа Сойер            | Социалистическая партия         |
| Ла-Герш-де-Бретань  |  | Мари-Кристин Морис     | Разные правые                   |
| Ла-Герш-де-Бретань  |  | Кристиан Сорьё         | Разные правые                   |
| Ле-Рё               |  | Армель Бийяр           | Социалистическая партия         |
| Ле-Рё               |  | Жан-Люк Шеню           | Социалистическая партия         |
| Лифре               |  | Изабель Куртинье       | Социалистическая партия         |
| Лифре               |  | Жан-Мишель Ле Геннек   | Социалистическая партия         |
| Мелес               |  | Людовик Куломбель      | Социалистическая партия         |
| Мелес               |  | Гаэль Метри            | Разные левые                    |
| Монтобан-де-Бретань |  | Жан-Франсуа Боан       | Разные правые                   |
| Монтобан-де-Бретань |  | Шарлотта Файе          | Разные правые                   |
| Монфор-сюр-Мё       |  | Анн-Франсуаза Куртей   | Социалистическая партия         |
| Монфор-сюр-Мё       |  | Кристоф Мартен         | Радикальная левая партия        |
| Редон               |  | Анн Менге-Граль        | Социалистическая партия         |
| Редон               |  | Франк Пишо             | Социалистическая партия         |
| Ренн-1              |  | Эманюэль Руссе         | Социалистическая партия         |
| Ренн-1              |  | Марк Эрве              | Социалистическая партия         |
| Ренн-2              |  | Марион Ле Френ         | Европа Экология Зелёные         |
| Ренн-2              |  | Денес Маршан           | Демократический бретонский союз |
| Ренн-3              |  | Жанна Ларю             | Европа Экология Зелёные         |
| Ренн-3              |  | Николя Перрен          | Европа Экология Зелёные         |
| Ренн-4              |  | Сильви Килан           | Европа Экология Зелёные         |
| Ренн-4              |  | Иан Сулабай            | Европа Экология Зелёные         |
| Ренн-5              |  | Ольвен Дене            | Европа Экология Зелёные         |
| Ренн-5              |  | Каролин Роже-Муаньё    | Европа Экология Зелёные         |
| Ренн-6              |  | Жан-Поль Гидони        | Европа Экология Зелёные         |
| Ренн-6              |  | Режин Комоколи         | Европа Экология Зелёные         |
| Сен-Мало-1          |  | Флоранс Абади          | Разные правые                   |
| Сен-Мало-1          |  | Марсель Ле Моаль       | Разные правые                   |
| Сен-Мало-2          |  | Селин Рош              | Разные правые                   |
| Сен-Мало-2          |  | Арно Сальмон           | Разные правые                   |
| Фужер-1             |  | Бернар Делоне          | Разные правые                   |
| Фужер-1             |  | Лесли Сальо            | Разные правые                   |
| Фужер-2             |  | Изабель Бьяр           | Республиканцы                   |
| Фужер-2             |  | Луи Потрель            | Союз демократов и независимых   |
| Шатожирон           |  | Стефан Ланфан          | Социалистическая партия         |
| Шатожирон           |  | Ширель Лемон           | Разные левые                    |

## Состав Совета департамента (2015—2021)
|                         | Партия                        | Кол-во мест             | +/- (к 2011 г.)         |
| Большинство: (31 место) | Большинство: (31 место)       | Большинство: (31 место) | Большинство: (31 место) |
| ----------------------- | ----------------------------- | ----------------------- | ----------------------- |
|                         | Социалистическая партия       | 23                      | +2                      |
|                         | Разные левые                  | 5                       | -4                      |
|                         | Радикальная левая партия      | 3                       | -1                      |
| Оппозиция (23 места):   |                               |                         |                         |
|                         | Республиканцы                 | 8                       | +2                      |
|                         | Разные правые                 | 8                       | +2                      |
|                         | Союз демократов и независимых | 5                       | +1                      |
|                         | Демократическое движение      | 1                       | -2                      |
|                         | Разные левые                  | 1                       |                         |

Исполнительный комитет Совета департамента (2015-2021)

## Исполнительный комитет Совета департамента (2015-2021)
- Президент — Шеню, Жан-Люк (Социалистическая партия, кантон Ле-Рё)
- 1-й вице-президент (солидарность, вопросы пенсионеров и инвалидов) — Анн-Франсуаза Куртей  (Разные левые, кантон Монфор-сюр-Мё)
- 2-й вице-президент (образование и вопросы молодежи) — Франк Пишо (Социалистическая партия, кантон Редон)
- 3-й вице-президент (защита детей) — Вера Брьян (Социалистическая партия, кантон Ренн-6)
- 4-й вице-президент (финансы и транспорт) — Кристоф Мартен (Радикальная левая партия, кантон Монфор-сюр-Мё)
- 5-й вице-президент (вопросы культуры) — Франсуаза Сурдриль (Социалистическая партия, кантон Жанзе)
- 6-й вице-президент (экономика, сельское хозяйство, инновации, устойчивое развитие) — Бернар Марке (Социалистическая партия, кантон Лифре)
- 7-й вице-президент (вопросы интеграции) — Катрин Дебруаз (Социалистическая партия, кантон Ренн-2)
- 8-й вице-президент (инфраструктура, градостроительство) — Андре Лефёвр (Радикальная левая партия, кантон Комбур)
- 9-й вице-президент (персонал и оказание услуг) — Беатрис Акни-Робен (Социалистическая партия, кантон Ренн-3)
- 10-й вице-президент (спорт) — Фредерик Бурсье  (Социалистическая партия, кантон Ренн-3)
- 11-й вице-президент (гражданская ответственность) — Клодин Дави (Социалистическая партия, кантон Беттон)
- 12-й вице-президент (цифровые технологии) — Дамьен Бонгар (Социалистическая партия, кантон Ренн-2)
- 13-й вице-президент (социальные вопросы) — Эманюэль Руссе (Социалистическая партия, кантон Ренн-1)

| Кантон              |  | Советник               | Партия                        |
| ------------------- |  | ---------------------- | ----------------------------- |
| Антрен              |  | Эмар де Гувьон Сен-Кир | Республиканцы                 |
| Антрен              |  | Летиция Меньян         | Разные правые                 |
| Бен-де-Бретань      |  | Надин Дреан            | Разные правые                 |
| Бен-де-Бретань      |  | Ивон Мелле             | Демократическое движение      |
| Беттон              |  | Мишель Готье           | Социалистическая партия       |
| Беттон              |  | Клодин Дави            | Социалистическая партия       |
| Брюз                |  | Филипп Боннен          | Социалистическая партия       |
| Брюз                |  | Сандрин Роль           | Разные левые                  |
| Витре               |  | Изабель Ле Калленек    | Республиканцы                 |
| Витре               |  | Тьерри Травер          | Союз демократов и независимых |
| Гишен               |  | Роже Моразен           | Социалистическая партия       |
| Гишен               |  | Мишель Мотель          | Разные левые                  |
| Доль-де-Бретань     |  | Жан-Люк Буржо          | Республиканцы                 |
| Доль-де-Бретань     |  | Аньес Тутан            | Разные правые                 |
| Жанзе               |  | Жак Давьо              | Социалистическая партия       |
| Жанзе               |  | Франсуаза Сурдриль     | Социалистическая партия       |
| Комбур              |  | Беатрис Дюгеперу-Оноре | Разные левые                  |
| Комбур              |  | Андре Лефёвр           | Радикальная левая партия      |
| Ла-Герш-де-Бретань  |  | Эмерик Масье дю Бьес   | Разные правые                 |
| Ла-Герш-де-Бретань  |  | Моник Сокат            | Республиканцы                 |
| Ле-Рё               |  | Армель Биллар          | Социалистическая партия       |
| Ле-Рё               |  | Жан-Люк Шеню           | Социалистическая партия       |
| Лифре               |  | Изабель Куртинье       | Социалистическая партия       |
| Лифре               |  | Бернар Марке           | Социалистическая партия       |
| Мелес               |  | Людовик Куломбель      | Социалистическая партия       |
| Мелес               |  | Гаэль Метри            | Радикальная левая партия      |
| Монтобан-де-Бретань |  | Мари Доган             | Республиканцы                 |
| Монтобан-де-Бретань |  | Пьер Гиттон            | Разные правые                 |
| Монфор-сюр-Мё       |  | Анн-Франсуаза Куртей   | Разные левые                  |
| Монфор-сюр-Мё       |  | Кристоф Мартен         | Радикальная левая партия      |
| Редон               |  | Солен Мишно            | Разные левые                  |
| Редон               |  | Франк Пишо             | Социалистическая партия       |
| Ренн-1              |  | Эманюэль Руссе         | Социалистическая партия       |
| Ренн-1              |  | Марк Эрве              | Социалистическая партия       |
| Ренн-2              |  | Дамьен Бонгар          | Социалистическая партия       |
| Ренн-2              |  | Катрин Дебруаз         | Социалистическая партия       |
| Ренн-3              |  | Беатрис Акни-Робен     | Социалистическая партия       |
| Ренн-3              |  | Фредерик Бурсье        | Социалистическая партия       |
| Ренн-4              |  | Мюриель Кондольф-Ферек | Социалистическая партия       |
| Ренн-4              |  | Дидье Ле Бужан         | Социалистическая партия       |
| Ренн-5              |  | Гаэль Андро            | Социалистическая партия       |
| Ренн-5              |  | Марсель Рожмон         | Социалистическая партия       |
| Ренн-6              |  | Франсуа Андре          | Социалистическая партия       |
| Ренн-6              |  | Вера Брьян             | Социалистическая партия       |
| Сен-Мало-1          |  | Анн Ле Ган             | Союз демократов и независимых |
| Сен-Мало-1          |  | Пьер-Ив Маё            | Разные правые                 |
| Сен-Мало-2          |  | Николя Беллуар         | Республиканцы                 |
| Сен-Мало-2          |  | Софи Гийон             | Разные правые                 |
| Фужер-1             |  | Тьерри Бенуа           | Союз демократов и независимых |
| Фужер-1             |  | Фредерик Мирамон       | Союз демократов и независимых |
| Фужер-2             |  | Изабель Бьяр           | Республиканцы                 |
| Фужер-2             |  | Луи Потрель            | Союз демократов и независимых |
| Шатожирон           |  | Од де Ла Вернь         | Республиканцы                 |
| Шатожирон           |  | Луи Юбер               | Разные правые                 |

## Состав Генерального совета (2011—2015)
|                        | Партия                    | Кол-во мест            |                        |
| Большинство (35 мест): | Большинство (35 мест):    | Большинство (35 мест): | Большинство (35 мест): |
| ---------------------- | ------------------------- | ---------------------- | ---------------------- |
|                        | Социалистическая партия   | 21                     |                        |
|                        | Разные левые              | 9                      |                        |
|                        | Радикальная левая партия  | 4                      |                        |
|                        | Демократическое движение  | 1                      |                        |
| Оппозиция (18 мест):   |                           |                        |                        |
|                        | Союз за народное движение | 6                      |                        |
|                        | Разные правые             | 6                      |                        |
|                        | Альянс центристов         | 3                      |                        |
|                        | Демократическое движение  | 2                      |                        |
|                        | Новый центр               | 1                      |                        |